# Ecuația forței vii
În mecanica spațială, ecuația forței vii (în franceză L'équation de la force vive, iar în engleză Vis-viva equation) este o ecuație importantă a mișcării corpurilor pe orbită. Este rezultatul legii conservării energiei potrivit căreia suma energiilor cinetice și potențiale este constantă în orice punct al orbitei.

## Ecuația forței vii
Ecuația forței vii este definită de:
{\displaystyle v={\sqrt {GM\left({{2 \over {r}}-{1 \over {a}}}\right)}}}
unde:
- {\displaystyle v\,\!} este viteza relativă a celor două corpuri;
- {\displaystyle r\,\!} este distanța dintre cele două corpuri;
- {\displaystyle a\,\!} este semiaxa majoră;
- {\displaystyle G\,\!} este constanta gravitațională;
- {\displaystyle M} este masa corpului central.

Notă: produsul {\displaystyle GM} poate fi notat și  cu litera grecească μ. Totuși, nu trebuie să se confunde această notație a {\displaystyle GM} cu masa redusă μ, explicitată mai jos.

## Demonstrație
Energia orbitală totală este suma energiilor potențiale comune și a energiei cinetice a celor două corpuri considerate
{\displaystyle E={\frac {-Gm_{1}m_{2}}{r}}+{\frac {m_{1}v_{1}^{2}}{2}}+{\frac {m_{2}v_{2}^{2}}{2}}}
unde:
- {\displaystyle v_{1}\,\!} este viteza corpului 1 relativă la centrul de gravitație al celor două corpuri.
- {\displaystyle v_{2}\,\!} este viteza corpului 2 relativă la centrul de gravitate al celor două corpuri.

Energia orbitală poate fi calculată folosind doar cantități relative
{\displaystyle E={\frac {-G_{1}m_{2}}{r}}+\mu {\frac {v^{2}}{2}}}
unde:
- {\displaystyle v\,\!} este viteza relativă a celor două corpuri.
- {\displaystyle \mu ={\frac {m_{1}m_{2}}{m_{1}\!+\!m_{2}}}} este masa redusă.

Pentru orbitele circulare și eliptice, energia totală este dată mai precis
{\displaystyle E={\frac {-Gm_{1}m_{2}}{2a}}}.
Împărțirea totalului energiei prin masa redusă dă energia vis-viva, cunoscută mai ales ca energie orbitală specifică
{\displaystyle \epsilon ={\frac {v^{2}}{2}}-{\frac {G(m_{1}\!+\!m_{2})}{r}}}.
Pentru orbitele circulare și eliptice
{\displaystyle \epsilon ={\frac {-G(m_{1}\!+\!m_{2})}{2a}}}.
Din precedentele ecuații, se obține ecuația forței vii:
{\displaystyle v^{2}=G(m_{1}\!+\!m_{2})\left({\frac {2}{r}}-{\frac {1}{a}}\right)}.

## Aplicații
Pornind de la r și v într-un punct al orbitei, este posibil să se calculezer și v în orice punct al orbitei. .
De asemenea, pornind de la r și v într-un punct al orbitei, energia orbitală specifică {\displaystyle \epsilon \,\!} poate fi calculată, ceea ce permite să se determine dacă un obiect care orbitează în jurul unuia mai mare are suficientă energie pentru a rămâne pe orbită.